# Sequoia gegant
|  | No s'ha de confondre amb Sequoia costanera. |

La sequoia gegant (Sequoiadendron giganteum) és una espècie de conífera de la família Cupresaceae, l'única del gènere Sequoiadendron. Assoleix més de 90 m d'alçada i pot viure 3.500 anys.

## Mides
Són uns dels éssers vius més grossos del planeta. Els exemplars més alts, però, no assoleixen els 100 m (lluny dels més de 110 m de la sequoia costanera). La sequoia gegant més alta coneguda és un exemplar de 94,9 m d'alçada de Redwood Mountain Grove, (Califòrnia).
L'arbre conegut com a General Sherman, que es troba al Parc Nacional Sequoia de Califòrnia, té 83,6 m i el seu tronc té volum de 1.473,4 m3 i un diàmetre de 8,25 m.
L'arbre General Grant, del Parc Nacional de Kings Canyon (Califòrnia) fa 81,1 m d'alçada amb un tronc de 8,85 m de diàmetre. Tanmateix, el diàmetre més gran (8,98 m) es registra a l'arbre Boole al Parc Nacional de Kings Canyon.
A Viladrau a les sequoies se les coneix popularment com a "velles Antònies", nom derivat de la terminologia wellingtònia.
Normalment arriben a viure entre 2.500 i 3.500 anys.

## Morfologia
L'escorça és fibrosa i acanalada i pot fer 90 cm de gruix a la base del tronc. Proporciona força protecció contra els incendis. Les fulles són persistents, de 3 a 6 mm de llarg i disposades en espiral en els brots. Les llavors estan en pinyes, les quals fan de 4 a 7 cm de llarg i maduren en 18-20 mesos, però típicament romanen verdes i tancades durant uns 20 anys. Hi ha unes 230 llavors en cada pinya. La llavor és de color marró fosc, de 4–5 mm de llarg i 1 mm d'ample.
La sequoia gegant es multipliquen per llavors. Els arbres comencen a fer pinyes a partir dels 12 anys.

Un gran arbre pot portar unes 11.000 pinyes i dispersa de 300.000 a 400.000 llavors cada any. Com que les llavors són alades, poden allunyar-se uns 180 metres de l'arbre progenitor.

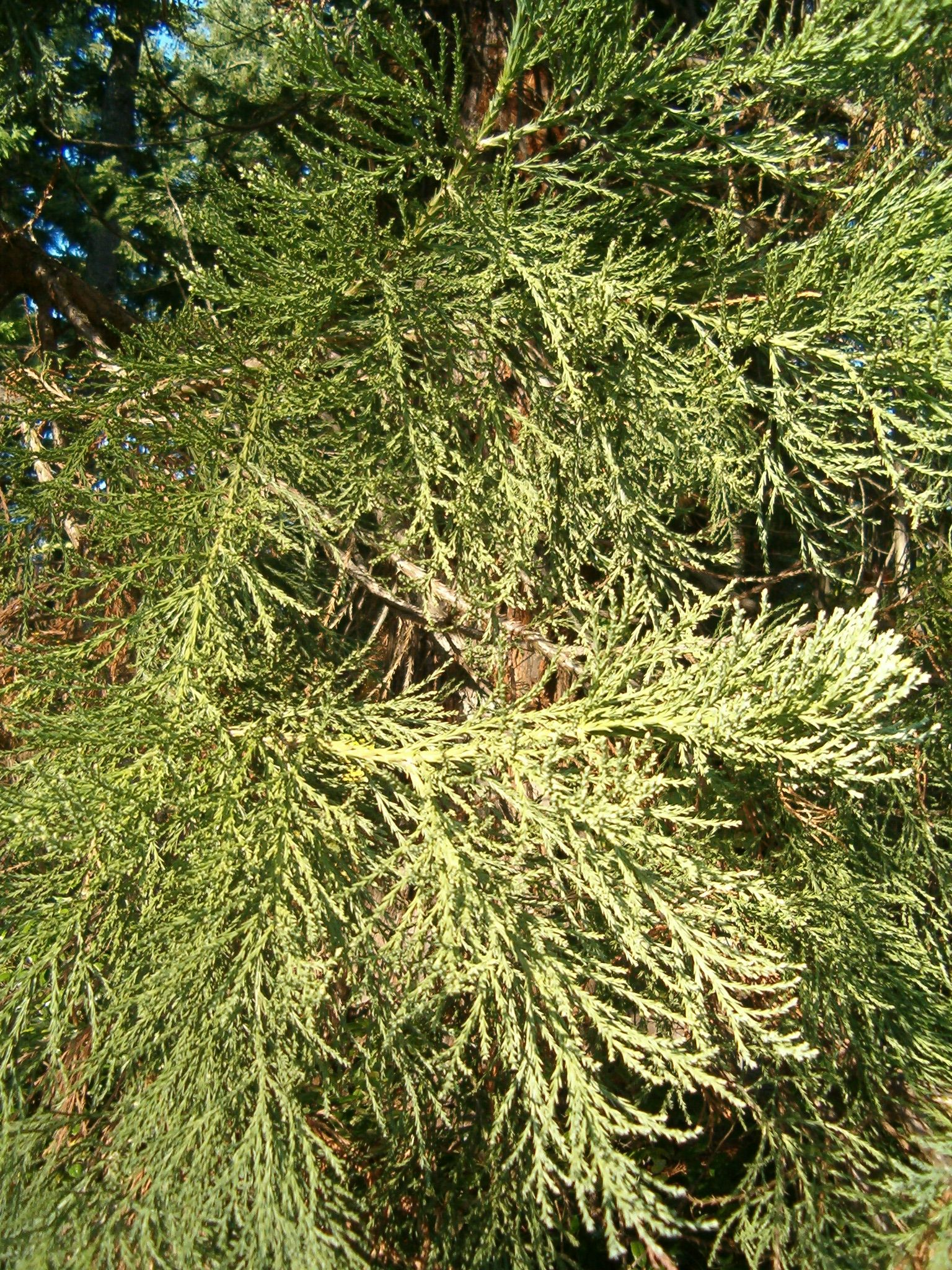
Fulles
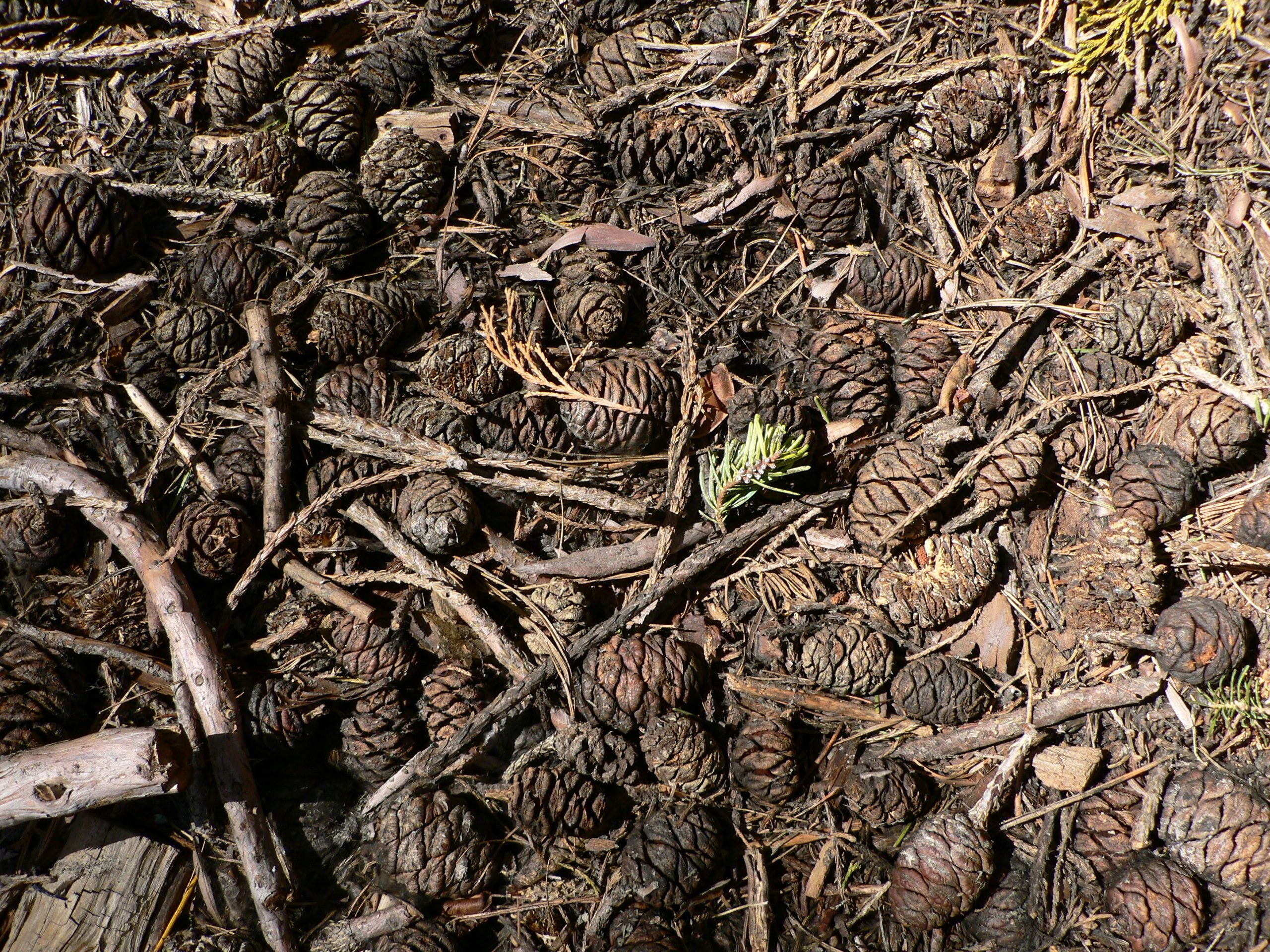
Pinyes
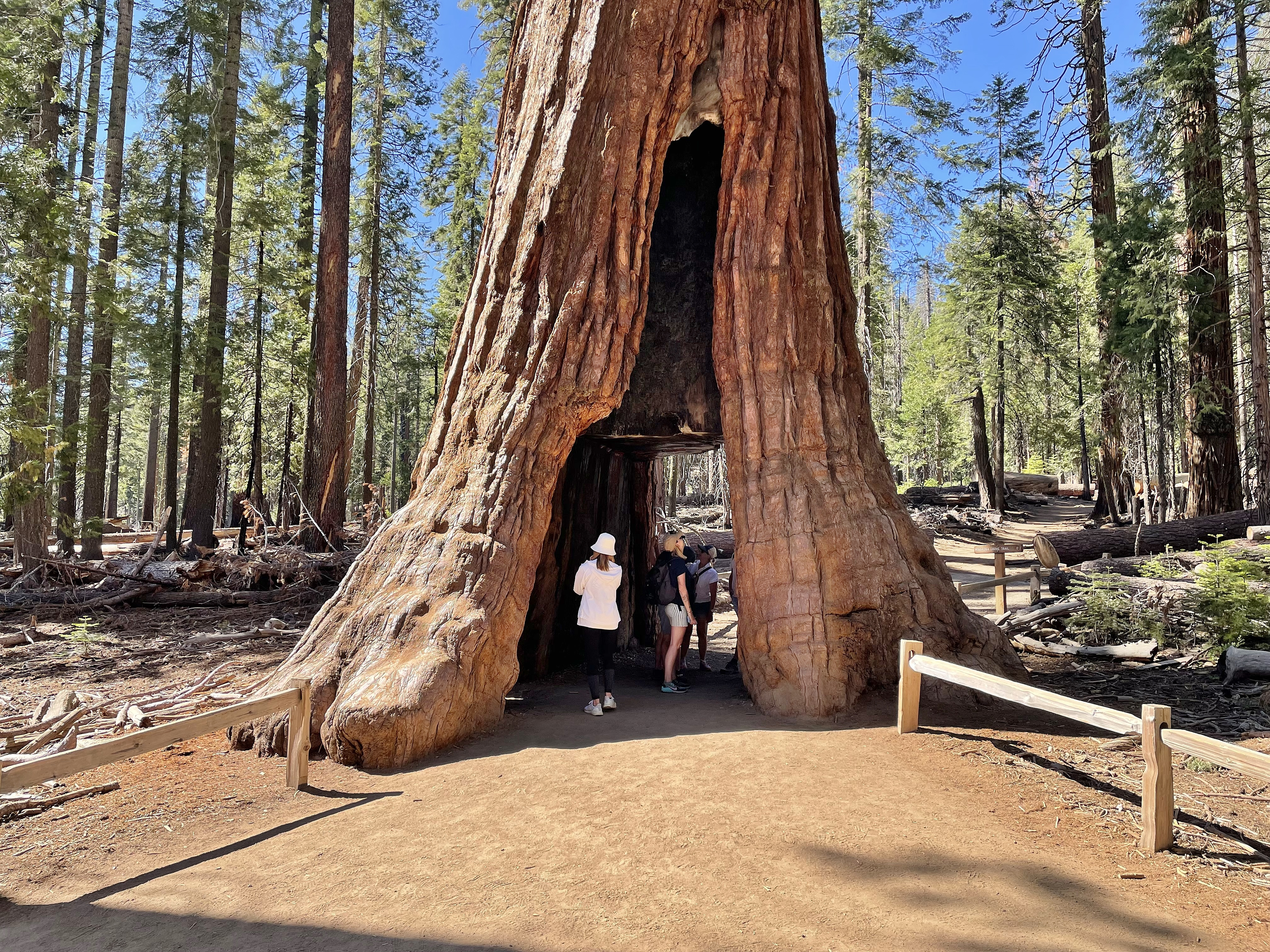
Tunel a través d'una sequoia gegant
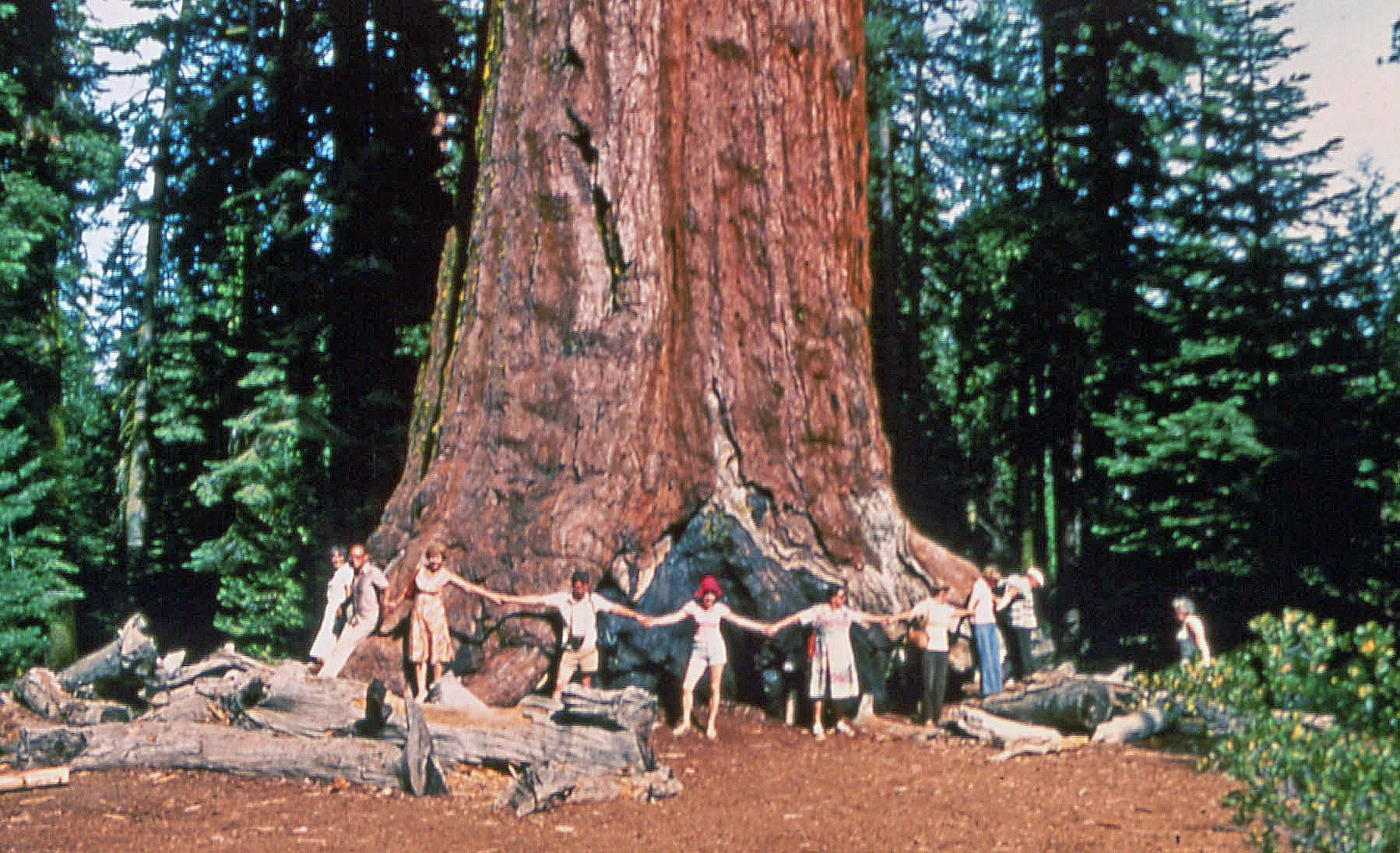